# Нардова, Валерия Антониновна
Валерия Антониновна Нардова (род. 12 ноября 1929; Ленинград, СССР — 18 января 2022; Санкт-Петербург, Россия) — советский и российский историк, доктор исторический наук. Главный научный сотрудник Санкт-Петербургского института истории РАН. Специалист в области городского самоуправления Российской империи, и в частности городских реформ 1870 и 1892 годов. Также в круг научных интересов входили социально-экономическая история Российской империи второй половины XIX — начала XX века, особенно начальная стадия монополизации российской экономики, история рабочего класса, внутренняя политика и история революции в России 1917 года.

## Биография
Валерия Антониновна родилась 12 ноября 1929 года в Ленинграде. В 1948 году поступила на исторический факультет Ленинградского государственного университета, который окончила в 1953 году. С июля 1953 по май 1956 года работала лаборантом кафедры новой истории ЛГУ. С июня 1958 года в Ленинградском отделении Института истории АН СССР (с 1968 — Ленинградское отделение Института истории СССР АН СССР, с 1992 — Санкт-Петербургский филиал Института российской истории РАН, с 2000 — Санкт-Петербургский институт истории РАН) научно-техническим сотрудником. С сентября 1958 года — старший научно-технический сотрудник, а с февраля 1961 — младший научный сотрудник ЛОИИ АН СССР.
В 1965 году защитила диссертацию на соискание учёной степени кандидата исторических наук по теме «Бакинская нефтяная промышленность и политика царизма, 80-е — начало 90-х годов XIX в.». С июля 1976 по февраль 1978 года являлась учёным секретарём ЛОИИ АН СССР. С июня 1980 года — старший научный сотрудник. В 1982—1989 годах заведовала аспирантурой ЛОИИ.
В 1984 году защитила докторскую диссертацию по теме «Городское самоуправление в России в 60-х — начале 90-х годов XIX века: правительственная политика». С января 1988 — ведущий научный сотрудник ЛОИИ СССР АН СССР. С 1996 года — учёный секретарь диссертационного совета, а с 2001 — заместитель председателя диссертационного совета СПбИИ РАН. С июня 2004 по 2013 год — главный научный сотрудник СПбИИ РАН.
В 2014 году вышла на пенсию.
Умерла 18 января 2022 года в Санкт-Петербурге.Похоронена на Серафимовском кладбище.

## Научное направление
Изначально В. А. Нардова специализировалась по истории индустриализации России. Она была привлечена в группу сотрудников, работавших над подготовкой документального издания по истории нефтедобывающей промышленности в Российской империи, результатом их работы стал выход двухтомника «Монополистический капитал в нефтяной промышленности России 1883—1914. Документы и материалы» (М.; Л., 1961—1973). После она обратилась к проблемам взаимодействия власти и городского самоуправления.
В. А. Нардова впервые провела системный анализ процессов, которые лежат в основе реформ городского самоуправления в России во второй половине XIX века (принятие нового Городового положения 1870 г.). Ею был введён в научный оборот обширный пласт архивных материалов, касающихся управления городским хозяйством, документы хозяйственного департамента МВД Российской империи из ЦГИА СССР, различные фонды из ЦГАОР СССР, ЦГИА УССР и др., а также рукописные отделы ГБЛ СССР и ГПБ им. М. Е. Салтыкова-Щедрина.
Монография В. А. Нардовой «Городское самоуправление в России в 60-х — начале 90-х гг. XIX в.: правительственная политика», изданная в 1984 году, явилась первой и наиболее основательной работой, рассматривающей правительственную политику в отношении городских учреждений в пореформенный период. Исследователь была склонна обвинять в проблемах организации городского хозяйства большей частью самодержавную власть, порицая её прежде всего за то, что она сдерживала возможности городского самоуправления и вмешивалась в его работу. Её продолжение — монография «Самодержавие и городские думы в России в конце XIX — начале XX века» (СПб.,1994) была посвящена принятию в 1892 году нового Городового положения. В отличие от оценок, распространённых в советской историографии о новом законе как одной из «контрреформ», поворачивающей буржуазные преобразования 1860—1870-х годов вспять, автор показала, что перемены, вызванные Городовым положением 1892 года, хотя и несколько изменили систему выборов в городские думы, тем не менее, не оказали существенного влияния на их деятельность. В своих исследованиях В. А. Нардова провела глубокий анализ правительственной политики в области городского самоуправления, привела широкий статистический материал по городским выборам, подробно описала подготовку и реализацию городских реформ, их последствия и противоречия городского законодательства.
В 2014 году издательством «Лики России» был выпущен сборник статей В. А. Нардовой «Городское самоуправление в России во второй половине XIX — начале XX в.: власть и общество», в котором собраны наиболее важные её статьи, посвящённые проблеме становления и эволюции общественного управления в российских городах.

## Рецензии
- Ерошкин Н. П. Нардова В. А. Городское самоуправление в России в 60-х — начале 90-х годов XIX в. Л. Наука. Ленинградское отделение. 1984. 260 с. // Вопросы истории. — М., 1987. — № 3. — С. 113—116.
- Bonwetsch B.[англ.]. Valerija Antoninovna Nardova. Načalo monopolizacii neftjanoj promyšlennosti Rossii. 1880—1890-e gody [Der Anfang der Monopolisierung der russischen Erdölindustrie. 1880 bis in die 90er Jahre]. Izdat. Nauka, Leningradskoe otdelenie Leningrad 1974. 149 S. (нем.) // Jahrbücher für Geschichte Osteuropas. — Franz Steiner Verlag, 1976. — Bd. 24, H. 1. — S. 84—86.
- Brower D. R. Nardova, Valeriia Antoninovna. Gorodskoe samoupravlenie v Rossii v 60-kh — nachale 90-kh godov XIX veka. Pravitel’stvennaia politika. Leningrad: Nauka, 1984. 260 pp. 3 rubles (англ.) // The Russian Review. — Wiley-Blackwell for the University of Kansas, 1986. — Vol. 45, no. 1. — P. 77—79. — JSTOR 129426.
- Conroy M. S. V. A. Nardova. Gorodskoe samoupravlenie v Rossii v 60-kh — nachale 90-kh godov XIX v.: Pravitel’stvennaia politiha [Municipal Self-government in Russia from the 1860s to the Beginning of the 1890s: Governmental Policies]. Leningrad: Nauka. 1984. Pp. 357 (англ.) // The American Historical Review. — Indiana University Bloomington, 1985. — Vol. 90, iss. 5. — P. 1241—1242.
- Häfner L. Valerija Antoninovna Nardova. Samoderžavie i gorodskie dumy v Rossii v konce XIX — načale XX veka [Autokratie und Stadtdumen in Rußland Ende des 19. bis Anfang des 20. Jahrhunderts]. Izdat. Nauka Sankt-Peterburg. 1994, 159 S. (нем.) // Jahrbücher für Geschichte Osteuropas. — Franz Steiner Verlag, 1996. — Bd. 44, H. 1. — S. 129—132. — ISSN 0021-4019. — JSTOR 41049671.
- Hildermeier M.[нем.]. Valerija Antoninovna Nardova Gorodskoe samoupravlenie v Rossii v 60-ch — nacale 90-cb godov XIX v. Pravitel’stvennaja politika [Die städtische Selbstverwaltung in Rußland von den sechziger bis zum Beginn der neunziger Jahre des 19. Jh. Die Regierungspolitik]. Izdat. Nauka, Leningradskoe otdelenie Leningrad 1984. 257 S. (нем.) // Jahrbücher für Geschichte Osteuropas. — Franz Steiner Verlag, 1987. — Bd. 35, H. 3. — S. 423—425.
- Lindenmeyr A. Gorodskoe Samoupravlenie V Rossii V 60-Kh — Nachale 90-Kh Godov XIX v: Pravitel’stvennaia Politika. By V. A. Nardova. Edited by R. Sh. Ganelin. Leningrad: Nauka, 1984. 260 pp. Tables (англ.) // Slavic Review. — Cambridge University Press, 1986. — Vol. 45, iss. 1. — P. 116—117.